# Gorontalo
Gorontalo là một tỉnh của Indonesia trên bán đảo Minahassa phía Bắc của đảo Sulawesi. Tỉnh lỵ là thành phố Gorontalo. Tên tỉnh được đặt theo tên một dân tộc sinh sống chủ yếu ở đây. Gorontalo được tách ra từ Sulawesi Utara và lập tỉnh riêng vào năm 2000. Ngoài thành phố Gorontalo ra, tỉnh này còn 5 huyện.